# Cajón
Il cajón è uno strumento a percussione a forma di scatola originario del Perù. Viene suonato percuotendo la parte anteriore (tapa) con le mani e le dita, o talvolta con strumenti come spazzole, mazze da tamburo o altri tipi di bacchette. Il cajón è principalmente suonato nella musica afro-peruviana, ma anche nel flamenco e nel reggae. Il termine cajón si applica anche ad altri tamburi scatolati utilizzati nella musica latino-americana, come il cubano cajón de rumba e il messicano cajón de tapeo.

## Storia e origini
Il nome cajón (in spagnolo cassa o cassetta) deriva dalle sue origini e dalla forma: un parallelepipedo di circa mezzo metro di altezza per trenta centimetri di larghezza e profondità, con un peso variabile a partire da quattro chili.
I primi prototipi di cajón furono costruiti in Perù intorno al XVIII secolo. Data la difficoltà di reperire materiali adatti alla costruzione di strumenti musicali, per il cajòn venivano impiegate delle scatole usate per lo stoccaggio della frutta, che la gente modificò e cominciò a suonare. Nel 1901 a Cuba, in seguito all'emanazione di una legge che proibiva l'uso dei tamburi, i musicisti importarono il cajon per usarlo in sostituzione agli strumenti proibiti.
Quando Rubem Dantas e Manuel Soler, percussionisti della band di Paco de Lucía, inserirono il cajon nel loro set di percussioni, questo strumento cominciò ad essere conosciuto in tutto il mondo. Dopo l'uscita dell'album di Paco de Lucía Solo quiero caminar del 1981, il cajon venne introdotto anche nel flamenco. Percussionisti quali Alex Acuña, Antonio Carmona, David Kuckhermann, Mario Cortez, Patrizio Migliarini, Nina Rodriguez, Stephan Maass e altri hanno contribuito ad aumentare la popolarità di questo strumento, proponendolo nelle varianti acustiche del jazz, rock e pop.

## Materiali e tipi di cajón
Il materiale usato per la sua costruzione è solitamente il legno compensato. Nella tradizione peruviana si usano legni di mogano, cedro e quercia, ma la maggior parte dei cajón in commercio sono costruiti per lo più in betulla, acero, frassino o faggio. La parte percossa dal suonatore è normalmente più sottile rispetto alle altre facce del parallelepipedo. Il lato opposto a quello battente normalmente presenta un foro di uscita per il suono, ma tra i cajón moderni esistono numerose varianti, come ad esempio i modelli a buca anteriore o laterale.

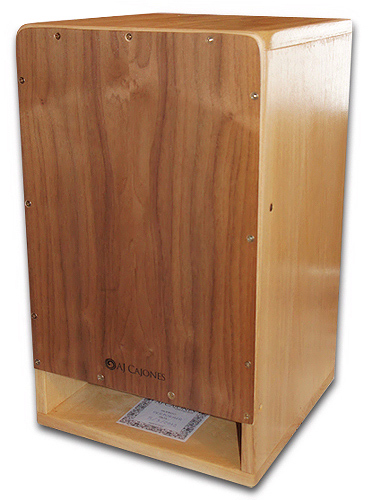
Cajón a buca anteriore

Si distinguono tre grosse famiglie dello strumento:
- il cajón tradizionale o peruviano, costituito dalla sola struttura in legno;
- il cajón flamenco, un'evoluzione di origine spagnola che aggiunge all'interno una cordiera costituita da corde di chitarra e sonagli per variarne il timbro;
- lo snare cajòn in cui viene montata una cordiera di rullante.

Nello snare cajòn la cordiera di rullante può essere inserita esternamente o internamente. Nel montaggio esterno la cordiera viene montata su una struttura in legno disgiunta ed attaccata poi alla tapa tramite velcro. Nel montaggio interno troviamo tre soluzioni: tagliata e poggiata sulla tapa, intera posizionata verticalmente oppure intera posizionata orizzontalmente. Ognuna di queste soluzioni ha dei pro e dei contro, tuttavia l'ultima opzione è preferibile perché è quella che si avvicina di più al meccanismo del rullante. Una cordiera intera montata internamente al cajón, infatti, può essere posizionata nella parte alta del cajón, che è quella in cui si ottengono i suoni più acuti e simili al rullante; in questo modo, quando si colpisce la cassa la cordiera non entra in risonanza, ottenendo così un suono di cassa più definito. Inoltre, con questo sistema si può regolare la tensione della cordiera e la sua pressione sulla tapa, come in un rullante vero e proprio.

## Diffusione
Data la sua espansione a livello mondiale, non solo i percussionisti ma anche altri musicisti e soprattutto i batteristi si sono avvicinati all'utilizzo dello strumento. Questo ha fatto sì che lo strumento venisse suonato anche con altri tipi di battenti, soprattutto spazzole metalliche o di plastica (le stesse che si usano sulla batteria), ampliandone ulteriormente la gamma sonora e lasciando spazio allo svilupparsi di nuove tecniche tra le quali per esempio la Pen Technique o Tecnica della Penna, sviluppata da Patrizio Migliarini, che permette al musicista di suonare ritmiche jazz e funky con una completezza e ricchezza dinamica vicina a quella di una batteria, attraverso l'uso di spazzole metalliche. Un altro modo di suonarlo è tramite l'utilizzo di un comune pedale per batteria, trasformando il cajón in percussione indiretta, questo permette di percuoterlo come una vera e propria grancassa a pedale, limitando però la posizione tradizionale; in questo modo vengono ampliate le possibilità espressive del musicista che utilizza il cajón, il quale potrà sfruttare mani e piedi, lasciando spazio ad un utilizzo classico delle mani e impiegandolo in set alternativi di strumenti a percussione.

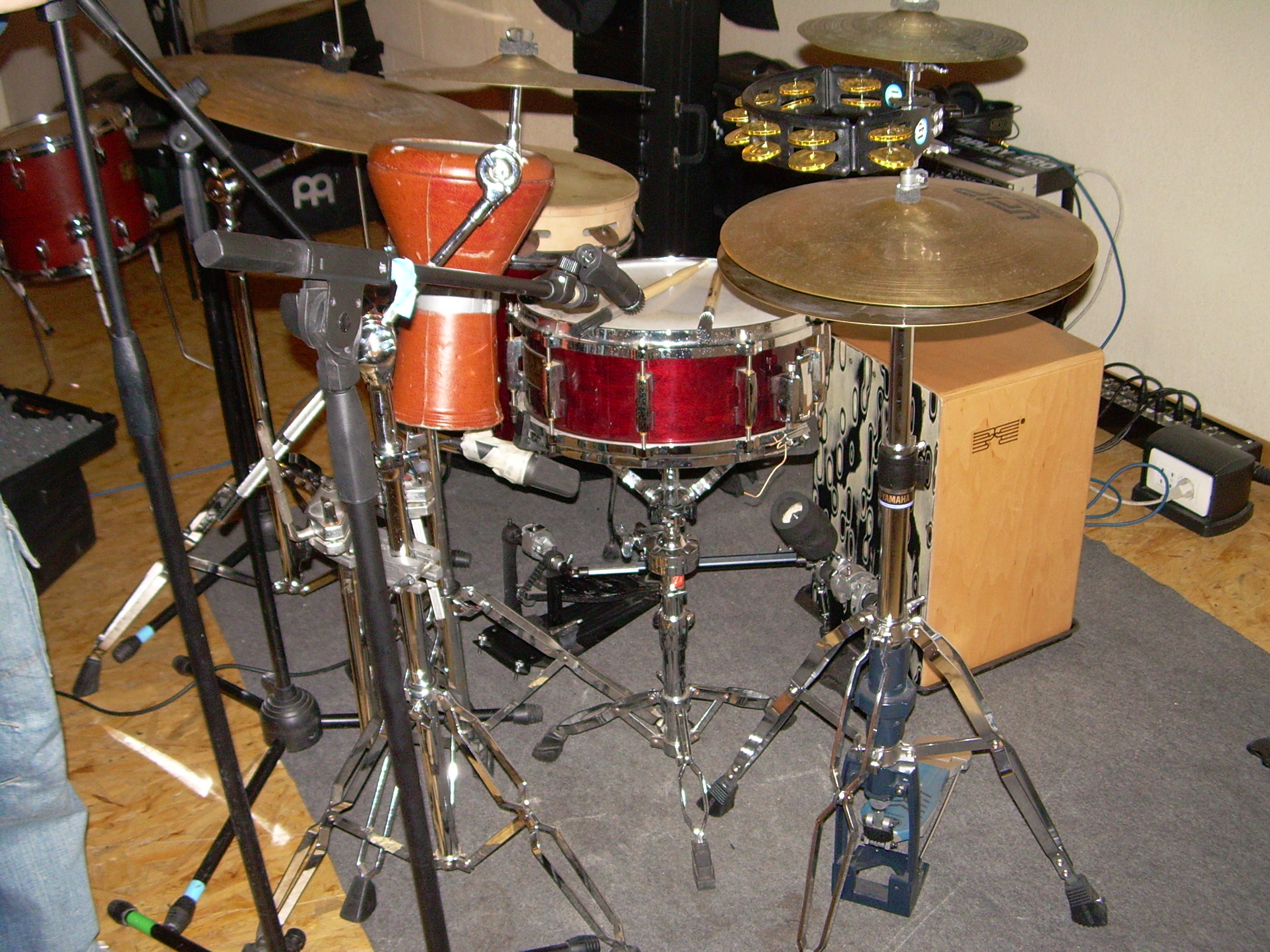
Esempio di setup percussioni, batteria col cajòn pedal che funge da grancassa.

I Boyce Avenue, gruppo rock acustico statunitense, utilizzano il cajón in alcune delle loro cover: Here Without You dei 3 Doors Down e Just Can't Get Enough dei The Black Eyed Peas. Allo stesso modo, il cajón viene utilizzato da Tommy Portimo, batterista dei Sonata Arctica, nella parte acustica del live DVD Live in Finland.